# Cinzia Arruzza
Cinzia Arruzza, född 1976, är en italiensk filosof, skribent, och översättare. Hon är verksam vid The New School. Arruzza har en doktorsexamen (2005) från Università degli studi di Roma Tor Vergata, men hon har också studerat vid Fribourguniversitetet. Arruzza har fått motta såväl stipendier som priser för sin forskning. Arruzza behärskar latin, antik grekiska, engelska, franska, tyska och italienska flytande, men hon läser även portugisiska och spanska. Arruzza har även studerat vid Bonns universitet.

## Forskning
Aruzzas forskning inbegriper antik metafysik, politisk teori, Platon, Aristoteles, nyplatonism, feministisk teori och marxism..

## Översättningar
Arruzza har översatt ett antal böcker, bland annat två av Žižeks verk..